# Crypteria (Franckomyia) discalis
Crypteria (Franckomyia) discalis is een tweevleugelige uit de familie steltmuggen (Limoniidae). De soort komt voor in het Palearctisch gebied.